# Unterseeboot 954
L'Unterseeboot 954 était un U-boot type VII de la Kriegsmarine de l'Allemagne Nazie pendant la Seconde Guerre mondiale.
Le sous-marin est commandé le 10 avril 1941 à Hambourg (Blohm + Voss), sa quille posée le 10 février 1942, il est lancé le 28 octobre 1942 et mis en service le 23 décembre 1942, sous le commandement du Kapitänleutnant Odo Loewe.
L'U-954 n'endommage ni ne coule aucun navire au cours de l'unique patrouille (42 jours en mer) qu'il effectue.
Il est coulé par la Marine britannique dans l'Atlantique Nord en mai 1943.

## Conception
Unterseeboot type VII, l'U-954 avait un déplacement de 769 tonnes en surface et 871 tonnes en plongée. Il avait une longueur totale de 67,10 m, un maître-bau de 6,20 m, une hauteur de 9,60 m et un tirant d'eau de 4,74 m. Le sous-marin était propulsé par deux hélices de 1,23 m, deux moteurs diesel Germaniawerft M6V 40/46 de 6 cylindres en ligne de 1 400 cv à 470 tr/min, produisant un total de 2 060 à 2 350 kW en surface et de deux moteurs électriques Brown, Boveri & Cie GG UB 720/8 de 375 cv à 295 tr/min, produisant un total 550 kW, en plongée. Le sous-marin avait une vitesse en surface de 17,7 nœuds (32,8 km/h) et une vitesse de 7,6 nœuds (14,1 km/h) en plongée. Immergé, il avait un rayon d'action de 80 milles marins (150 km) à 4 nœuds (7,4 km/h; 4,6 milles par heure) et pouvait atteindre une profondeur de 230 m. En surface son rayon d'action était de 8 500 milles nautiques (soit 15 700 km) à 10 nœuds (19 km/h).
L'U-954 était équipé de cinq tubes lance-torpilles de 53,3 cm (quatre montés à l'avant et un à l'arrière) et embarquait quatorze torpilles. Il était équipé d'un canon de 8,8 cm SK C/35 (220 coups) et d'un canon antiaérien de 20 mm Flak. Il pouvait transporter 26 mines TMA ou 39 mines TMB. Son équipage comprenait 4 officiers et 40 à 56 sous-mariniers.

## Historique
Il reçut sa formation de base au sein de la 5. Unterseebootsflottille jusqu'au 30 avril 1943, il intégra sa formation de combat dans la 9. Unterseebootsflottille.
Il quitte Kiel en Allemagne pour sa première patrouille sous les ordres du Kapitänleutnant Odo Loewe le 8 avril 1943. L'U-954 passe par la zone GIUK et patrouille dans une zone au sud du cap Farvel.
Le 19 mai 1943, le sous-marin est attaqué et coulé à la position géographique 54° 54′ N, 34° 19′ O, par des charges de profondeur larguées de la frégate HMS Jed et du sloop britannique HMS Sennen (en).
Les quarante-sept membres d'équipage meurent dans cette attaque. L'un des tués dans le naufrage est le fils cadet de l'amiral Karl Dönitz, Peter Dönitz.

## Affectations
- 5. Unterseebootsflottille du 23 décembre 1942 au 30 avril 1943 (Période de formation).
- 9. Unterseebootsflottille du 1er mai 1943 au 19 mai 1943 (Unité combattante).

## Commandement
- Kapitänleutnant Odo Loewe du 23 décembre 1942 au 19 mai 1943.

## Patrouilles
|       | Commandant       | Départ       | Départ | Arrivée     | Arrivée | Jours    | Succès |
| ----- | ---------------- | ------------ | ------ | ----------- | ------- | -------- | ------ |
| 1     | Kptlt. Odo Loewe | 8 avril 1943 | Kiel   | 19 mai 1943 | Coulé   | 42 jours |        |
| Total | Total            | Total        | Total  | Total       | Total   | 42 jours | 0 t    |

Note : Kptlt. = Kapitänleutnant

### OpérationsWolfpack
L'U-954 a opéré avec les Wolfpacks (meute de loups) durant sa carrière opérationnelle.
- Meise (25-27 avril 1943)
- Star (27 avril - 4 mai 1943)
- Fink (4-6 mai 1943)
- Inn (11-15 mai 1943)
- Donau 2 (15-19 mai 1943)